# Новгородковская поселковая община
Новгородковская поселковая община (укр. Новгородківська селищна громада) — территориальная община в Кропивницком районе Кировоградской области Украины.
Административный центр — посёлок Каменец.
Население составляет 14573 человек. Площадь — 996,6 км².
Община создана в декабре 2020 года на территории упразднённого Новгородковского района Кировоградской области..

## Населённые пункты
В состав общины входят 1 посёлок и 26 сёл:
- Посёлок Каменец
  - Великая Чечелиевка
  - Воронцовка
- Верблюжский старостинский округ:
  - Верблюжка
- Вершино-Каменский старостинский округ:
  - Вершино-Каменка
- Ингуло-Каменский старостинский округ:
  - Ингуло-Каменка
  - Новониколаевка
  - Спильное
- Куцовский старостинский округ:
  - Белозёрное
  - Куцовка
  - Просторное
  - Ручайки
  - Сотницкое
- Миторофановский старостинский округ:
  - Митрофановка
- Новоандреевский старостинский округ:
  - Бережинка
  - Весёлое
  - Здоровка
  - Новоандреевка
  - Рыбчино
- Петрокорбовский старостинский округ:
  - Белополь
  - Дубовка
  - Корбониколаевка
  - Петрокорбовка
- Спасовский старостинский округ:
  - Спасово
- Тарасовский старостинский округ:
  - Козыревка
  - Ольговка
  - Тарасовка